# 529 Preziosa
529 Preziosa је астероид главног астероидног појаса. Приближан пречник астероида је 32,01 km,
а средња удаљеност астероида од Сунца износи 3,014 астрономских јединица (АЈ).
Инклинација (нагиб) орбите у односу на раван еклиптике је 11,024 степени, а орбитални период износи 1911,845 дана (5,234 година). Ексцентрицитет орбите астероида износи 0,096.
Апсолутна магнитуда астероида износи 10,06 а геометријски албедо 0,163.
Астероид је откривен 20. марта 1904. године.